# Włodzimierz II Glebowicz

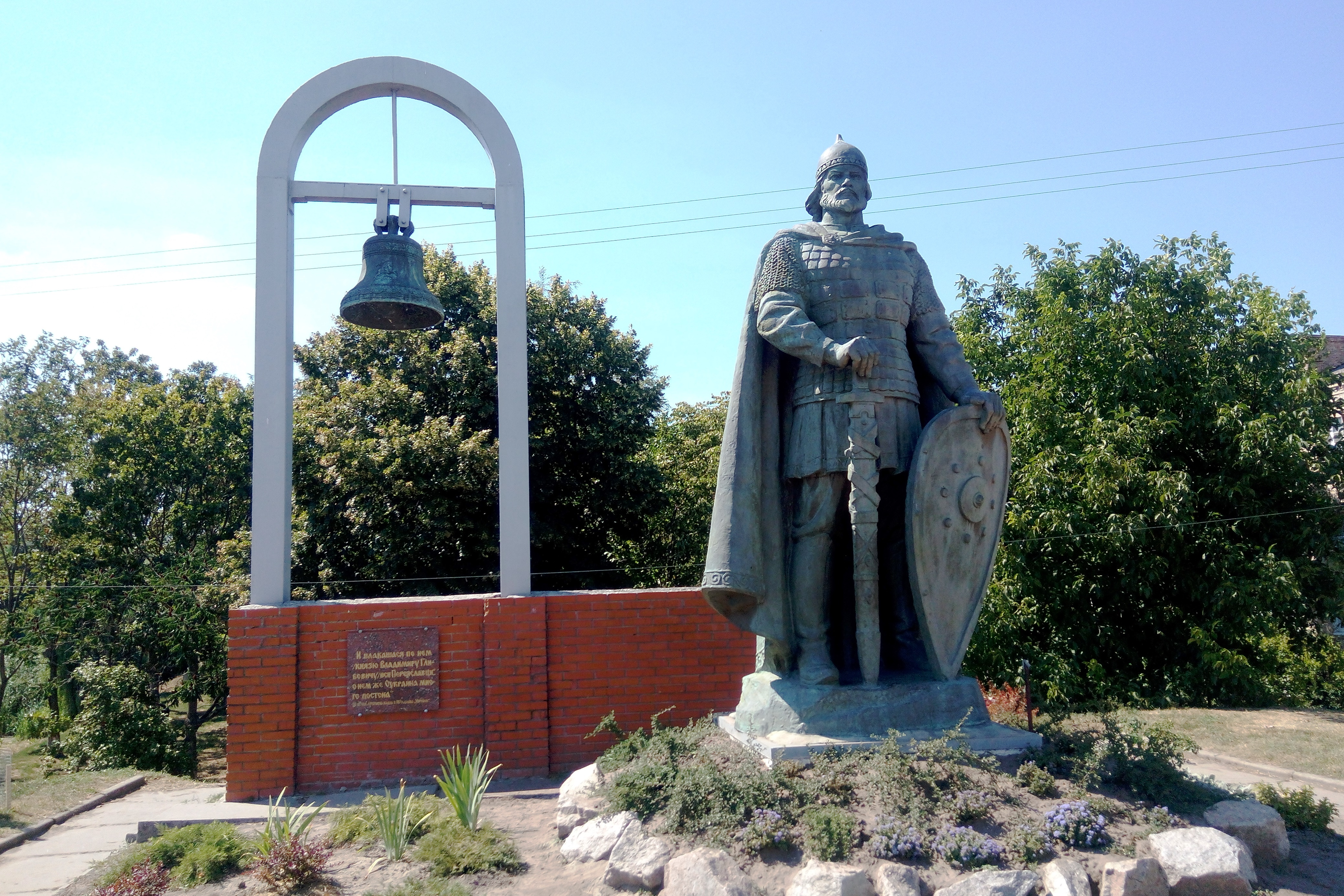
Pomnik Włodzimierza II Glebowicza

Włodzimierz II Glebowicz (ur. 1157, zm. 18 kwietnia 1187) – książę perejasławski w latach 1169-1187.
Był najstarszym synem Gleba Jurijewicza, księcia kurskiego, kaniowskiego, perejasławskiego. Gdy ten został w 1169 roku przy pomocy brata Andrzeja Bogolubskiego osadzony jako książę kijowski, formalnie oddał władzę w Perejasławiu synowi. Gdy wkrótce Gleb utracił władzę, nie powrócił do Perejasławia, a zwierzchnictwo pozostawił Włodzimierzowi. Na tron powrócił w 1170 roku, ale już 20 stycznia 1171 roku zmarł, otruty przez mieszczan. W 1173 roku uczestniczył w bezskutecznej kampanii swego wuja przeciw synom Rościsława I Michała. W 1177 roku wsparł innego wuja, Wsiewołoda III Wielkie Gniazdo w bitwie z Glebem Rościsławowiczem riazańskim nad rzeką Koloszką.
Od 1183 roku uczestniczył w kampaniach przeciw Połowcom (Kumanom). Na prośbę księcia kijowskiego Światosława III czernihowskiego, gdy jego brat Igora Światosławowicza i korgent książę owrucki Ruryk II Wasyl wyruszyli przeciw Kumanom, Włodzimierz administrował Owruczą. Gdy między Igorem a Rurykiem wywiązał się konflikt, Włodzimierz wykorzystał to i złupił należący do Igora Nowogród Siewierski i okolice. W  latach 1183 (nad Orłem) i 1185 (nad Chorołem) stoczył skuteczne bitwy z Połowcami u boku Igora. Po kolejnej kampanii, tym razem nieudanej, ich władca Konczak napadł na Perejasław, którego Włodzimierz musiał bronić osobiście - został wówczas ranny i schronił się w pałacu. Gdy Połowcy skoncentrowali swe siły na oblężeniu miasta Włodzimierza, Światosław i Ruryk przeprowadzili kontratak, przekraczając Dniepr w Zarubynci i zmuszając Kumanów do odwrotu na stepy.
W 1187 roku książę perejasławski zmarł bezdzietnie, a w jego miejsce wyj Wsiewołod III Wielkie Gniazdo ustanowił na tronie swego kuzyna Jarosława Mścisławowica.

## Małżeństwo
W 1180 roku ożenił się z nieznaną z imienia córką księcia czernihowskiego Jarosława Wsiewołodowicza. Nie doczekali się potomstwa.